# Weniamin Fjodorowitsch Jakowlew

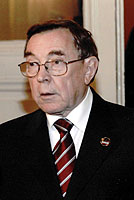
Weniamin Fjodorowitsch Jakowlew

Weniamin Fjodorowitsch Jakowlew (russisch Вениамин Фёдорович Яковлев; * 12. Februar 1932 in Petuchowo; † 24. Juli 2018) war ein sowjetischer und russischer Jurist und Politiker.

## Werdegang
Der Jurist  wurde im August 1989 zum Justizminister der UdSSR ernannt und bekleidete dieses Amt bis Dezember 1990. Anschließend wurde er zum Vorsitzenden des neu eingerichteten Obersten Arbitragegerichtes der UdSSR gewählt. Nach dem Zerfall der Sowjetunion wurde Jakowlew vom Kongress des Volksdeputierten der Russischen Föderation zum Vorsitzenden des Obersten Arbitragegerichtes Russlands gewählt. Nachdem er die Altersgrenze für Richter des Arbitragegerichtes erreicht hatte, wurde Jakowlew 2005 von seinem Amt entbunden, zugleich jedoch zum Berater des Präsidenten ernannt. Diese Funktion übte Jakowlew bis zu seinem Tod aus.
Seit 2003 war Jakowlew korrespondierendes Mitglied der Russischen Akademie der Wissenschaften. Er wurde mit dem Verdienstorden für das Vaterland aller vier Klassen ausgezeichnet. Jakowlew war verheiratet und hatte zwei Kinder.